# Dan Gurney
Pour les articles homonymes, voir Gurney.
Temple international de la renommée du sport automobile 1990
Daniel Sexton Gurney, né le 13 avril 1931 à Port Jefferson (État de New York) et mort le 14 janvier 2018 à Newport Beach (Californie), est un pilote automobile américain.
Pilote complet, aussi à l'aise sur tracés routiers que sur ovale, Dan Gurney figure parmi les plus grands pilotes automobiles des années 1960. Il a pris le départ de quatre-vingt-six Grands Prix de championnat du monde de Formule 1, inscrit 133 points et remporté quatre victoires. Il a également obtenu trois pole positions et six meilleurs tours en course. Dan Gurney est le fondateur de l'officine de construction de monoplaces de course Eagle et le fondateur de l'écurie AAR (All American Racers ou Anglo American Racers selon le côté de l'Atlantique où elle exerce).
Dan Gurney a permis à trois écuries différentes de remporter leur première victoire en tant que constructeur en championnat du monde de Formule 1 : Porsche en 1962, Brabham en 1964 et AAR-Eagle en 1967.
En 1967, Dan Gurney, pour la première fois, secoue la bouteille de champagne traditionnellement offerte aux vainqueurs des 24 Heures du Mans. Depuis, la douche de champagne s'est généralisée sur presque tous les podiums de sport mécanique (en dehors de la bouteille de lait des 500 miles d'Indianapolis).
Dan Gurney a donné son nom au flap Gurney, un dispositif aérodynamique qui permet d'améliorer les performances des plans horizontaux et/ou verticaux (ailes, ailerons, dérives, etc.) utilisés dans l'aviation ou dans le sport automobile,.

## Biographie

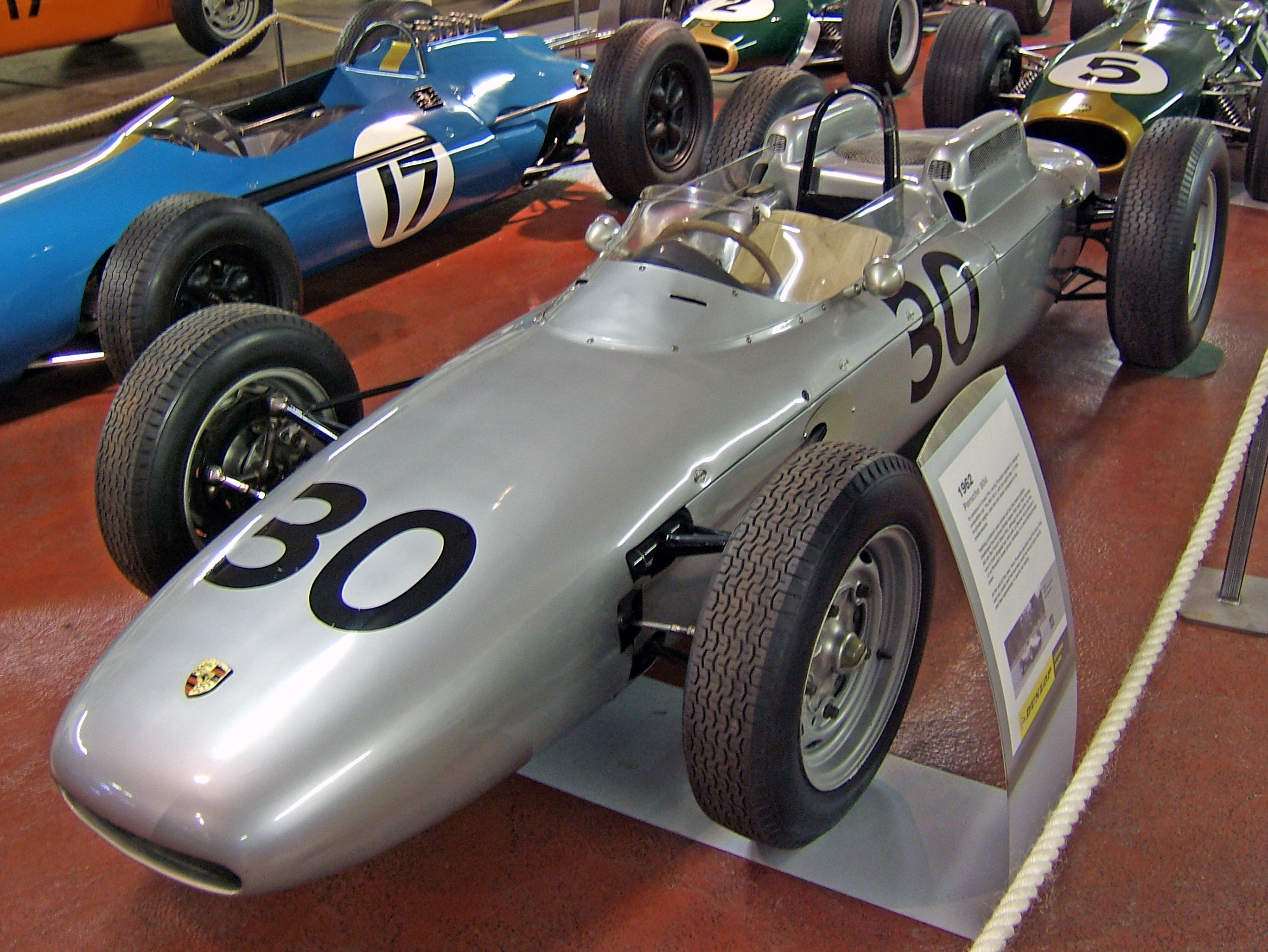
Porsche 804 de Dan Gurney en 1962, la seule Porsche à avoir remporté un Grand Prix de Formule 1.

Californien d'adoption, Dan Gurney se lance dans le sport automobile dès son retour de la guerre de Corée. Il engage sa Triumph TR2 dans diverses épreuves courues sur circuits routiers dès 1955, chose plutôt rare aux États-Unis où les jeunes pilotes se font généralement la main sur les pistes ovales recouvertes de cendrée. Spécialiste des courses de voiture de sport, fréquemment en lice aux circuits de Pomona et de Riverside, il remporte surtout les 12 heures de Sebring 1959 et termine cinquième des 1 000 kilomètres du Nürburgring, ce qui incite le Commendatore à l'engager pour le GP de France 1959 sur une Ferrari D246. Gurney monte sur le podium à deux reprises en quatre courses (et inscrit 13 points en championnat du monde) mais décide de quitter la Scuderia pour rejoindre l'équipe anglaise BRM. Il a entretemps remporté la première édition de l'USAC Road Racing Championship, sur 375 Plus et 290 MM pour Ferrari en 1958 (sports cars et formule libre).
En 1960, au volant de la BRM P48, il ne reçoit le drapeau à damiers qu'une seule fois (en 10e position) en sept départs. Ses six abandons sont tous dus à une défaillance mécanique de sa monoplace. Son seul résultat notable est décroché hors-championnat, au GP de Buenos Aires qu'il termine à la seconde place. Il se console en remportant, en endurance, les 1 000 kilomètres du Nürburgring. Pour oublier cette saison frustrante, Gurney se tourne vers Porsche qui, attiré par la nouvelle réglementation technique, décide de se lancer en Formule 1.
En 1961, Gurney part chez Porsche et, au volant des 787 (peu performantes) puis 718 au moteur flat 4 de 1 500 cm3 (nouvelle règlementation), il inscrit la plupart des points de son équipe (21 points sur 23). Gurney manque la victoire au GP de France face à Giancarlo Baghetti et termine à nouveau deuxième en Italie et aux États-Unis. En huit GP, il décroche suffisamment de points pour terminer troisième du championnat du monde.
La saison suivante, au volant de la Porsche 804 mue par un flat 8, Gurney commence le championnat par deux abandons avant de décrocher sa première victoire en Formule 1 (et la première de Porsche en tant que constructeur) au GP de France, avec un tour d'avance sur le second. Il signe la pole et termine sur le podium au GP d'Allemagne puis termine cinquième de son Grand Prix national. C'est alors que Porsche décide de se retirer du championnat, laissant Gurney libre de rejoindre la jeune écurie Brabham.
Malgré un matériel rarement à la hauteur de ce qui se fait de mieux à cette période, Gurney, au volant de la BT7-Climax multiplie les prouesses au volant. En 1963, il se classe troisième en Belgique puis second aux Pays-Bas et en Afrique du Sud. Il décroche encore quelques places d'honneurs et, avec 19 points, termine le championnat à la cinquième place. Il ne remporte pas de victoires car il se heurte à Jim Clark, auteur de sept victoires dans la saison, qui considérait Gurney comme son meilleur adversaire. Clark révèlera ainsi en privé que Gurney est le seul pilote qu'il craint véritablement en piste.

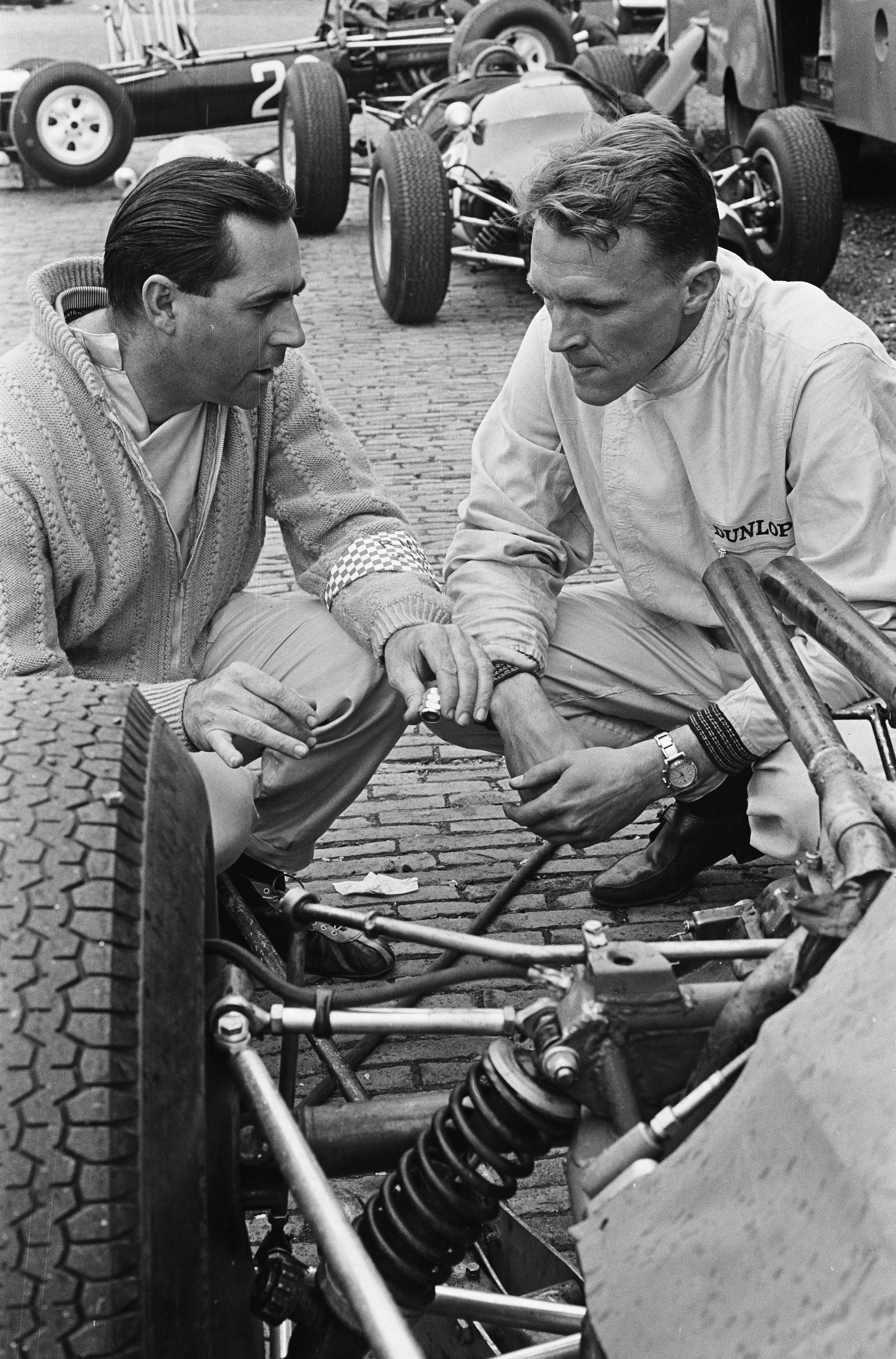
Dan Gurney en discussion avec Jack Brabham lors des essais du Grand Prix des Pays-Bas le 22 5 1964.

En 1964, toujours sur la Brabham BT7, il signe deux pole positions avant de remporter à nouveau le GP de France puis le dernier GP de la saison au Mexique. Sur les 30 points inscrits par Brabham-MRD, Gurney en a marqué 19 (et termine sixième du championnat pilote). La plus grande satisfaction de la saison reste toutefois le fait que, comme il l'avait fait chez Porsche, Gurney a offert à Brabham sa première victoire en championnat du monde.
En 1965, malgré sa nouvelle BT11, Gurney voit encore le chemin de la victoire barré par Jim Clark. Il ne rentre dans les points qu'au quatrième GP (sixième en Grande-Bretagne) puis réalise une fin de saison impressionnante en montant cinq fois consécutivement sur le podium. Avec 25 points, Gurney termine quatrième du championnat du monde. Puis, fin 1965, alors que Brabham se rapproche lentement mais surement des sommets, Gurney décide pourtant d'abandonner l'écurie anglo-australienne pour fonder sa propre structure, suivant ainsi la voie tracée avant lui par Jack Brabham et Bruce McLaren. Cette nouvelle écurie, dénommée AAR (pour All American Racers ou Anglo American Racers selon le côté de l'Atlantique où elle exerce), fera courir une monoplace baptisée Eagle. Il est rejoint par le mécanicien mexicain Jo Ramírez.
En 1966, Dan Gurney engage donc la Eagle T1F-Climax en championnat du monde. C'est une bonne voiture, performante, mais souffrant d'un manque de fiabilité (4 points inscrits en championnat). Tandis qu'en Formule 1 il ne parvient pas à terminer mieux que cinquième (au GP de France puis au GP du Mexique, ses GP de prédilection), il décroche une victoire lors de sa deuxième participation en CanAm.

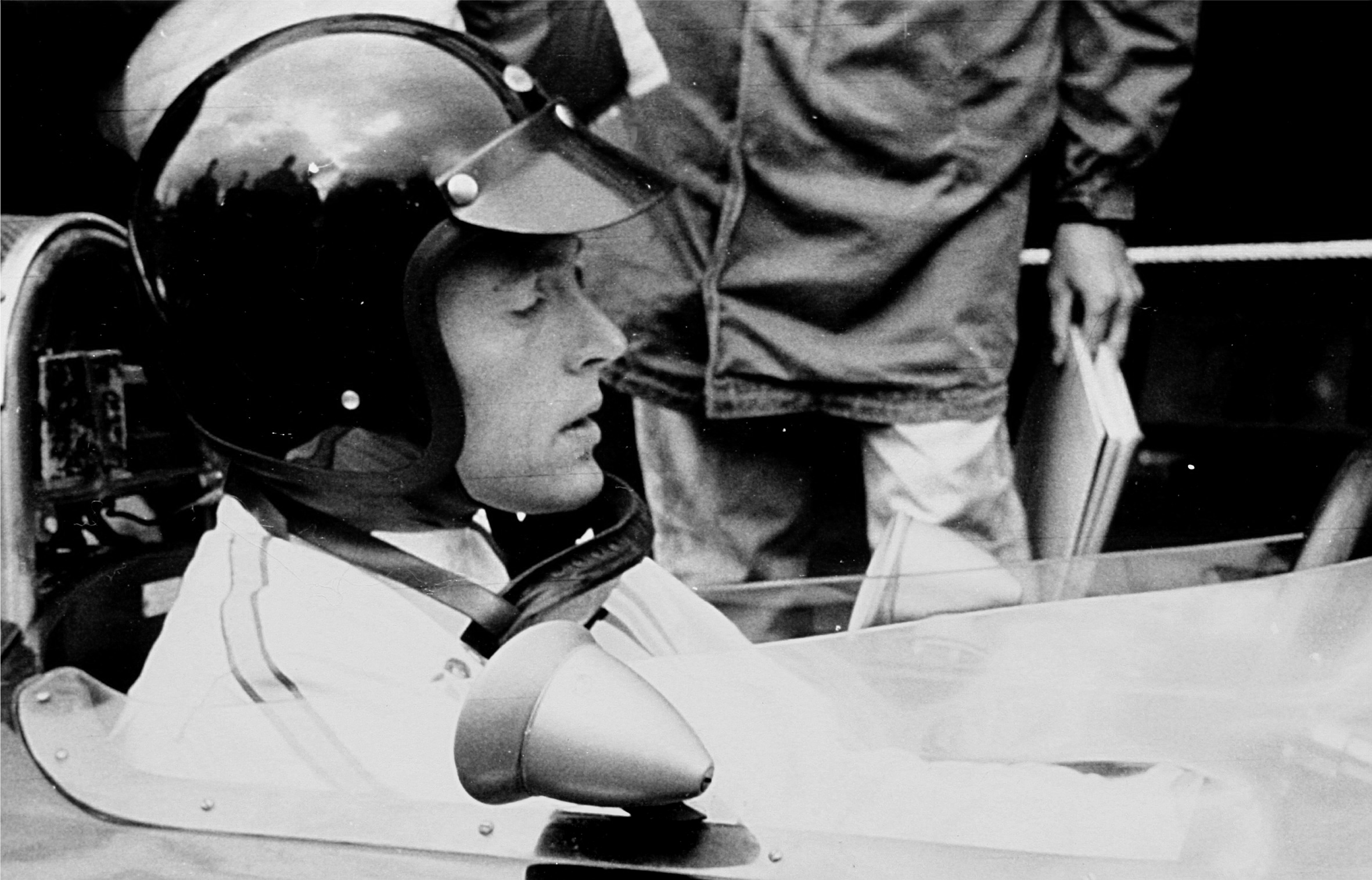
Dan Gurney sur Brabham au Nurburgring 1965 (troisième à l'arrivée).

En 1967, au volant de la belle Eagle T1G bleu-marine, motorisée par un V12 Weslake (parfois remplacé par le Climax), Gurney décroche la première victoire de l'Eagle lors de la Race of Champions, épreuve hors-championnat disputée à Brands Hatch. En championnat du monde, il réalise des prouesses en qualifications avant de remporter le GP de Belgique 1967, quelques jours seulement après avoir remporté les 24 Heures du Mans au côté de son compatriote A. J. Foyt. Gurney termine plus tard sur le podium du GP du Canada et, avec 13 points, finit à la huitième place du championnat. Il est le second américain à avoir remporté un Grand Prix sur une voiture américaine, 46 ans après Jimmy Murphy sur Duesenberg.
En 1968, AAR, en proie à d'insolubles problèmes budgétaires se désengage peu à peu de la Formule 1. Dan Gurney dispute les deux premiers GP de l'année avec la T1G (deux abandons), puis court le GP des Pays-Bas sur une Brabham-Repco BT24 (abandon là encore). L'Eagle est engagée lors des quatre GP suivants, toujours sans aucune réussite. Déçu par les mauvais résultats de l'Eagle vieillissante, Gurney laisse sa T1G aux mains de son coéquipier "Al" Pease et achète pour le compte d'AAR une McLaren M7A-client. Cette monoplace est engagée à trois reprises et permet enfin à Gurney de décrocher ses seuls points de la saison lors de son GP national avec la quatrième place. Gurney fait alors le choix d'abandonner la Formule 1 et de recentrer les activités d'AAR aux États-Unis. Ce faisant, l'écurie ne disperse plus ses moyens financiers et retrouve sa compétitivité : Gurney termine second des 500 miles d'Indianapolis et remporte trois victoires en championnat USAC tandis que son pilote Bobby Unser remporte quatre courses avec l'Eagle-USAC ce qui lui permet de remporter le championnat.
En 1969, Gurney court en CanAm dans l'écurie de Bruce McLaren (troisième à Michigan). Il dispute également les 500 miles d'Indianapolis où il est à nouveau second puis il remporte deux courses en championnat USAC où la lutte est plus rude mais permet aux Eagle de remporter quatre courses. En championnat CanAm, l'écurie McLaren exerce une forte domination (Bruce McLaren le remporte en 1967 et en 1969) mais, en essayant un de ses prototypes, McLaren se tue le 2 juin 1970. La mort de McLaren conduit alors Dan à un éphémère retour en F1 au volant de la M14A pour les trois derniers GP de la saison 1970. Lors du GP de France qui lui a souvent réussi, Gurney inscrit son dernier point en Formule 1.

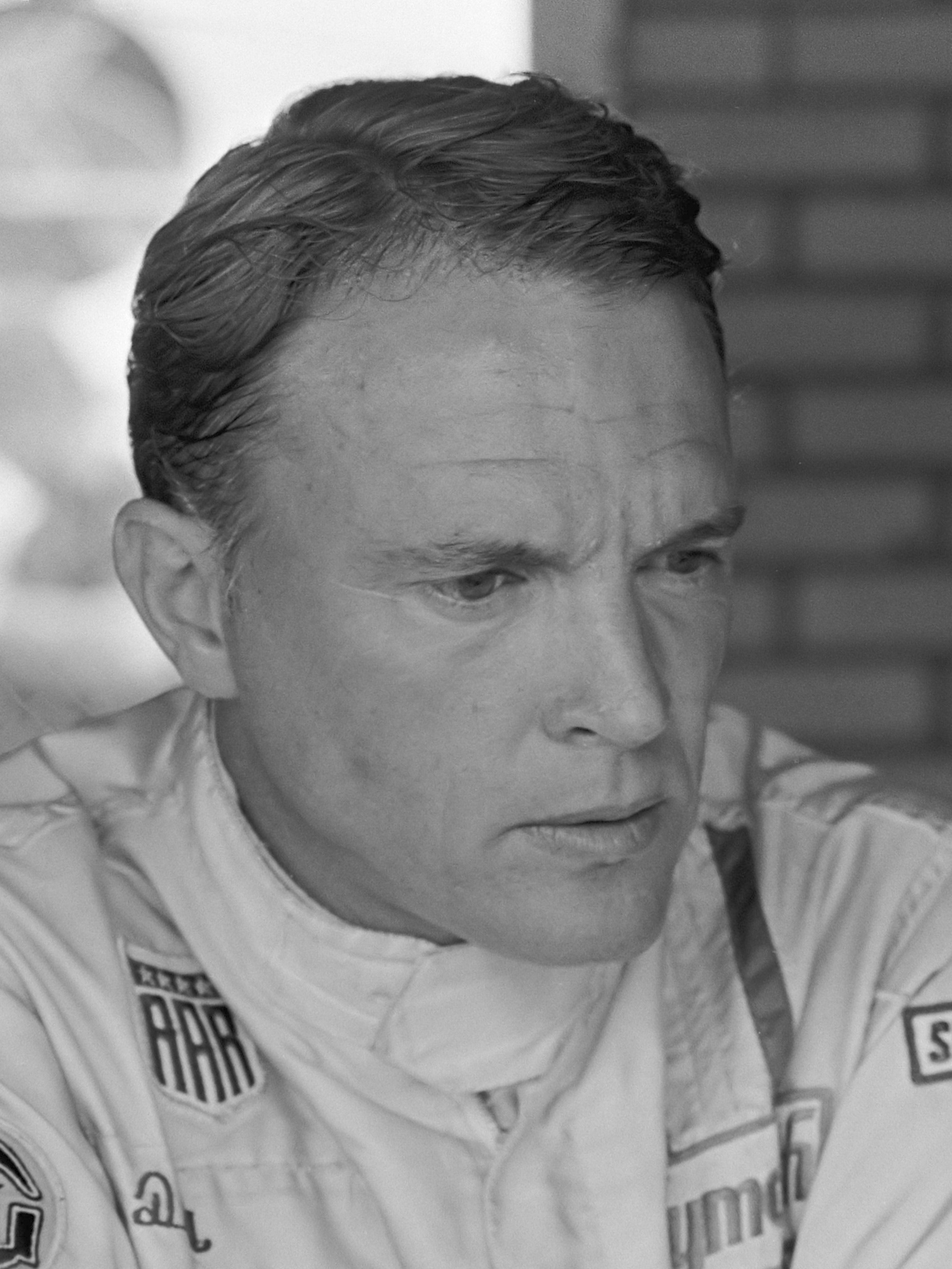
Dan Gurney en 1970.

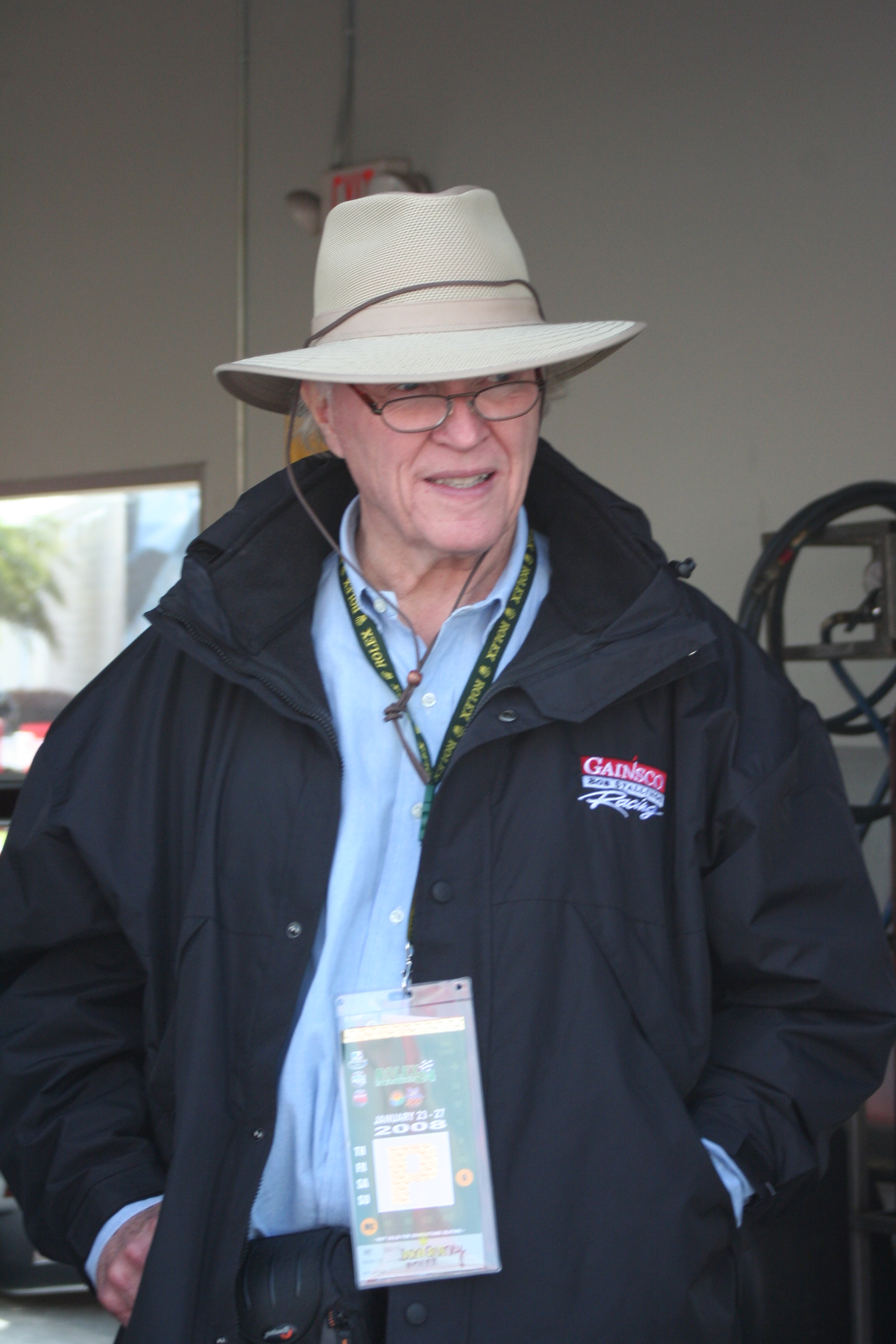
Dan Gurney en 2008 aux 24 Heures de Daytona.

Dans les années 1970, alors qu'il met un terme à sa carrière de pilote après avoir remporté sa dernière victoire à Sears Point, Gurney, à la tête d'AAR, continue de décrocher de bons résultats en championnat USAC : Bobby Unser remporte deux courses en 1971 puis trois épreuves en 1972. En 1973, les Eagle-Offenhauser remportent huit épreuves dont les 500 miles d'Indianapolis (victoire de Gordon Johncock). En 1974, les Eagle remportent à nouveau huit épreuves, ce qui permet à Unser (quatre victoires) de décrocher à nouveau le titre. En 1975 et en 1976, AAR décroche trois succès par saison (dont les 500 miles d'Indianapolis 1975 par Bobby Unser). Puis c'est le début du déclin de l'écurie, les Eagle ne remportent plus aucune course en USAC jusqu'à l'issue du championnat 1979.
Fin 1978, Gurney est l'un des meneurs de la fronde qui aboutit à la mort de l'USAC et à la création du championnat CART. Mais face aux Penske, les Eagle font pâle figure et l'écurie de Dan Gurney ne remporte qu'une seule victoire, en 1981 à Milwaukee. Fin 1986, faute de résultats, Gurney retire son équipe du CART et se consacre alors au championnat d'Endurance (IMSA), où il décroche d'excellents résultats en partenariat avec Toyota. C'est d'ailleurs avec l'aide de Toyota qu'AAR et l'Eagle effectuent leur retour en CART à la fin des années 1990, retour qui se solde par un cuisant échec et aboutit à la disparition d'AAR.
Dan Gurney vit le reste de sa vie en Californie à Los Angeles et a participé occasionnellement à des démonstrations et des courses de véhicules de collection. Son plus jeune fils, Alex Gurney s'est illustré en remportant à deux reprises les Rolex Sports Car Series en 2007 et 2009.
En 2011, le projet futuriste DeltaWing qu'il a mené avec le constructeur All American Racers et l'écurie Highcroft Racing a été retenu avec l'objectif de participer aux 24 Heures du Mans 2012,.
Dan Gurney est mort le 14 janvier 2018 à Newport Beach (Californie).

## Résultats en championnat du monde de Formule 1
| Saison | Écurie                      | Châssis                            | Moteur                           | Pneus    | GP disputés | Victoires | Points inscrits | Classement |
| ------ | --------------------------- | ---------------------------------- | -------------------------------- | -------- | ----------- | --------- | --------------- | ---------- |
| 1959   | Scuderia Ferrari            | Ferrari D246                       | Ferrari V6                       | Dunlop   | 4           | 0         | 13              | 7e         |
| 1960   | Owen Racing Organisation    | BRM P48                            | BRM V8                           | Dunlop   | 7           | 0         | 0               | Nc.        |
| 1961   | Porsche System Engineering  | Porsche 718 Porsche 787            | Porsche Flat-4                   | Dunlop   | 8           | 0         | 21              | 3e         |
| 1962   | Porsche System Engineering  | Porsche 804                        | Porsche Flat-8                   | Dunlop   | 7           | 1         | 15              | 5e         |
| 1963   | Brabham Racing Organisation | Brabham BT7                        | Climax V8                        | Dunlop   | 10          | 0         | 19              | 5e         |
| 1964   | Brabham Racing Organisation | Brabham BT7                        | Climax V8                        | Dunlop   | 10          | 2         | 19              | 6e         |
| 1965   | Brabham Racing Organisation | Brabham BT11                       | Climax V8                        | Goodyear | 9           | 0         | 25              | 4e         |
| 1966   | Anglo American Racers       | Eagle T1F Eagle T1G                | Climax L4 Weslake V12            | Goodyear | 8           | 0         | 4               | 12e        |
| 1967   | Anglo American Racers       | Eagle T1F Eagle T1G                | Climax L4 Weslake V12            | Goodyear | 11          | 1         | 13              | 8e         |
| 1968   | Anglo American Racers       | Eagle T1G Brabham BT24 McLaren M7A | Weslake V12 Repco V8 Cosworth V8 | Goodyear | 9           | 0         | 3               | 21e        |
| 1970   | Bruce McLaren Motor Racing  | McLaren M14A                       | Cosworth V8                      | Goodyear | 3           | 0         | 1               | 24e        |
|        | Total                       |                                    |                                  |          | 86          | 4         | 133             |            |

## Victoires en championnat du monde de Formule 1
| # | Année | Manche | Date            | Grand Prix | Circuit           | Position de départ | Écurie             | Voiture        |
| - | ----- | ------ | --------------- | ---------- | ----------------- | ------------------ | ------------------ | -------------- |
| 1 | 1962  | 4/9    | 8 juillet 1962  | France     | Rouen-Les-Essarts | 6e                 | Porsche-Porsche F8 | Porsche 804    |
| 2 | 1964  | 4/10   | 28 juin 1964    | France     | Rouen-Les-Essarts | 2e                 | Brabham-Climax     | Brabham BT7    |
| 3 | 1964  | 10/10  | 25 octobre 1964 | Mexique    | Mexico            | 2e                 | Brabham-Climax     | Brabham BT7    |
| 4 | 1967  | 4/11   | 18 juin 1967    | Belgique   | Spa-Francorchamps | 2e                 | Eagle-Weslake      | Eagle T1G (en) |

## Résultats aux 24 Heures du Mans
| Année | Équipe                            | Voiture              | Équipiers        | Résultat  |
| ----- | --------------------------------- | -------------------- | ---------------- | --------- |
| 1958  | North American Racing Team        | Ferrari 250 TR       | Bruce Kessler    | Abandon   |
| 1959  | Scuderia Ferrari                  | Ferrari 250 TR59     | Jean Behra       | Abandon   |
| 1960  | Briggs Cunningham                 | Jaguar Type E 2A     | Walt Hansgen     | Abandon   |
| 1961  | Porsche System Engineering        | Porsche 718          | Joakim Bonnier   | Abandon   |
| 1962  | Scuderia SSS Republica di Venezia | Ferrari 250 TRI/61   | Joakim Bonnier   | Abandon   |
| 1963  | North American Racing Team        | Ferrari 330 LMB      | Jim Hall         | Abandon   |
| 1964  | Shelby-American Inc.              | Shelby Cobra Daytona | Bob Bondurant    | 4e        |
| 1965  | Shelby-American Inc.              | Shelby Cobra Daytona | Jerry Grant (en) | Abandon   |
| 1966  | Shelby-American Inc.              | Ford GT40 Mk.II      | Jerry Grant (en) | Abandon   |
| 1967  | Shelby-American Inc.              | Ford GT40 Mk.IV      | A. J. Foyt       | Vainqueur |

(Nota Bene: en 1967 il gagne aussi l'indice de rendement énergétique)

## Autres victoires notables
- 12 heures de Sebring en 1959, avec Olivier Gendebien, Phil Hill et Chuck Daigh, sur Ferrari 250 TR 59 officielle;
- 1 000 kilomètres du Nürburgring en 1960 avec le team Camoradi, associé à Stirling Moss, sur Maserati Tipo 61;
- Trophée des Bahamas en 1960 et 1961, avec le team Frank Arciero, sur Lotus 19 B-Climax Monte Carlo (à Oakes Field, Nassau);
- 3 heures de Daytona en 1962, avec le team Frank Arciero, sur Lotus 19 B-Climax Monte Carlo (premier vainqueur d'une épreuve du championnat du monde des voitures de sport sur le Daytona International Speedway);
- 200 Miles d'Indianapolis (le Grand Prix Hoosier) en 1963, avec le team Frank Arciero, sur Lotus 18;
- 500 kilomètres de Bridgehampton GT en 1963, sur Shelby Cobra roadster;
- Cannonball Baker Sea-To-Shining-Sea Memorial Trophy Dash deuxième édition (1971), avec Brock Yates (en) sr., sur Ferrari Daytona en 35 heures 54 minutes (traversée sauvage des États-Unis d'est en ouest).

(nb: également deuxième de la Targa Florio en 1961 (avec Jo Bonnier), troisième du RAC Tourist Trophy en 1964, et deuxième des 24 Heures de Daytona en 1966)